# ところざわ醤油焼きそば
ところざわ醤油焼きそば（ところざわしょうゆやきそば）は、埼玉県所沢市のご当地焼きそば。

## 概要
所沢産の醤油、所沢産の麺、所沢産の野菜を1品以上使用した焼きそばである。味付けや調理法は取扱店の自由であり、提供する店舗によってさまざまなアレンジがされている。一例として2018年公開の日本映画『検察側の罪人』のロケ地にもなった「中華料理 栄華」で提供されるところざわ醤油焼きそばには、麺の上には目玉焼き二つがトッピングされる。
所沢市内の飲食店約60軒で提供されている焼きそばである（2021年時点）。
2023年に所沢商工会議所主催で開催された地域の魅力を伝える新商品・メニュー創出プロジェクト「ところざわプライドグルメコンテスト」ではエントリー12品の中から、ところざわ醤油焼きそばがグランプリを受賞した。

## 開発の経緯
所沢市内の醤油メーカー・深井醤油（1856年創業）の社長・深井隆正と同市内の製麺業者・見澤食品（1926年創業）の社長・見澤英一とが、新しいご当地グルメができないものかと意気投合し、開発が始まった。

### ところざわ焼きそば醤油
ところざわ焼きそば醤油は深井醤油が開発し、販売する醤油。
ニンニクやショウガなどがブレンドしてあり、焼きそば専用の醤油である。なお、刺身には合わないとのこと。

## タイアップ製品
2023年にフジパンから「スナックサンド ところざわ醤油焼きそば」が期間限定、地域限定で販売された。なお、同時に東京都東村山市のご当地焼きそば東村山黒焼きそばを再現した「スナックサンド 東村山黒焼きそば」も発売され、SNSで両商品の人気投票キャンペーンも実施された。